# Atalaia (Cap Verd)
Atalaia és una vila al nord de l'illa de Fogo a l'arxipèlag de Cap Verd. Està situada vora la costa, 6 kilòmetres a l'oest de Mosteiros i 19 kilòmetres al nord-est de la capital de l'illa, São Filipe.